# 光仁洪
光仁洪（1918年—1991年7月7日），安徽桐城人。中华人民共和国政治人物，第六届全国人大代表，第七届全国政协常务委员。

## 生平
1939年，毕业于国立中央大学法律系。1947年7月，赴美留学，在芝加哥大学研究院攻读国际关系研究生。1948年8月回国，先后任上海法学院教授、安徽师范大学历史系教授。1984 年，调任安徽大学历史系教授。1954年加入中国农工民主党，历任农工党安徽省委会副主委、主委，安徽省政协副主席，农工党中央副主席。1991年7月7日，在上海逝世，享年73岁。